# Эксперимент ATLAS

Логотип эксперимента ATLAS

ATLAS (от англ. A Toroidal LHC ApparatuS) — один из четырёх основных экспериментов на Большом адронном коллайдере (БАК) в европейской организации ядерных исследований ЦЕРН в городе Женева, Швейцария. Эксперимент проводится на одноимённом детекторе, предназначенном для исследования протон-протонных столкновений (другие эксперименты на БАКе — ALICE, CMS, TOTEM, LHCb и LHCf). В проекте участвуют около 2000 ученых и инженеров из 165 лабораторий и университетов из 35 стран, в том числе и из России. Эксперимент предназначен для поиска сверхтяжелых элементарных частиц, таких как бозон Хиггса и суперсимметричные партнёры частиц Стандартной Модели. Физики считают, что эксперименты на детекторах ATLAS и CMS могут пролить свет на физику за рамками Стандартной Модели.
Размеры детектора ATLAS: длина — 46 метров, диаметр — 25 метров, общий вес — около 7000 тонн.
ATLAS разрабатывался как многоцелевой детектор. Когда создаваемые БАКом встречные протонные пучки сталкиваются в центре детектора, возникают различные частицы с широким спектром энергий. Вместо того, чтобы сосредотачиваться на специфическом физическом процессе, ATLAS разработан для измерения самого широкого диапазона сигналов от рождения и распада частиц. Это гарантирует, что, независимо от формы, которую могли бы принять любые новые физические процессы или частицы, ATLAS будет в состоянии обнаружить их и измерить их свойства. Эксперименты на предыдущих коллайдерах, вроде Теватрона или большого электрон-позитронного коллайдера, были основаны на сходных идеях. Однако уникальность БАКа — беспрецедентные энергии и чрезвычайно высокая частота столкновений — делает ATLAS больше и сложнее построенных до сих пор детекторов.

## Предпосылки создания
Первый ускоритель элементарных частиц — циклотрон — был построен американским физиком Эрнстом Лоуренсом в 1931 году, имел радиус всего несколько сантиметров и ускорял протоны до энергии 1 МэВ. С тех пор размеры ускорителей выросли до колоссальных размеров, так как бо́льшая энергия ускорения требует бо́льших линейных размеров ускорителя. А большая энергия столкновений требуется для рождения всё более тяжелых частиц. На сегодняшний день наиболее полную физическую теорию, описывающую все явления в которых участвуют элементарные частицы, называют Стандартной Моделью физики элементарных частиц. За единственным исключением (бозон Хиггса) все частицы Стандартной Модели наблюдались экспериментально. Гипотетический (на сегодняшний день) бозон Хиггса необходим в Стандартной Модели для объяснения возникновения массы у частиц (см. механизм Хиггса), так как точная калибровочная симметрия, на основе которой построена эта теория, налагает условие безмассовости всех частиц. Большинство физиков, работающих в данной области, считают, что сам бозон Хиггса не может быть тяжелее, чем несколько сотен ГэВ и что на энергетическом масштабе около 1 ТэВ Стандартная Модель должна нарушаться и давать неверные предсказания (эту гипотезу называют условием естественности). Ту физику, которая может проявиться на этом масштабе, обычно называют «физикой за пределами Стандартной модели» .
БАК сооружён для поиска и исследования свойств бозона Хиггса и поиска новых явлений в физике на масштабе порядка 1 ТэВ. Бо́льшая часть предлагаемых теоретиками моделей новой физики предсказывает существование очень тяжелых частиц с массой в сотни ГэВ или несколько ТэВ (для сравнения, масса протона — порядка 1 ГэВ). В туннеле длиной 27 километров сталкиваются два пучка протонов, и каждый из протонов имеет энергию до 7 ТэВ. Благодаря этой колоссальной энергии смогут родиться тяжелые частицы, которые существовали в природе только в первые микросекунды после Большого Взрыва.
Для наблюдения частиц, рождённых на ускорителях, необходимы детекторы элементарных частиц. В то время как интересные явления могут произойти при столкновении протонов, недостаточно только произвести их. Должны быть построены детекторы, чтобы обнаружить частицы, измерить их массы, импульсы, энергии и заряды, определить их спины. Чтобы идентифицировать все частицы, рождённые в области взаимодействия пучков частиц, детекторы частиц обычно располагаются в несколько слоёв. Слои составлены из детекторов различных типов, каждый из которых специализирован на определённых типах измерений. Различные особенности, которые оставляют частицы в каждом слое детектора, используются для эффективной идентификации частиц и точных измерений энергии и импульса (роль каждого слоя в детекторе обсуждена ниже).
ATLAS предназначен для исследования различных типов физики, которые могли бы быть обнаружены в энергичных столкновениях в БАКе. Некоторые из этих исследований заключаются в подтверждении или улучшенных измерениях параметров Стандартной Модели, в то время как многие другие — в поисках новой физики.
По мере того как растёт энергия частиц, рождённых на ускорителе большего размера, должны увеличиваться и размеры детекторов для того, чтобы можно было эффективно измерить и поглотить частицы более высоких энергий; в результате, ATLAS является на данное время самым большим детектором на встречных пучках.

## История

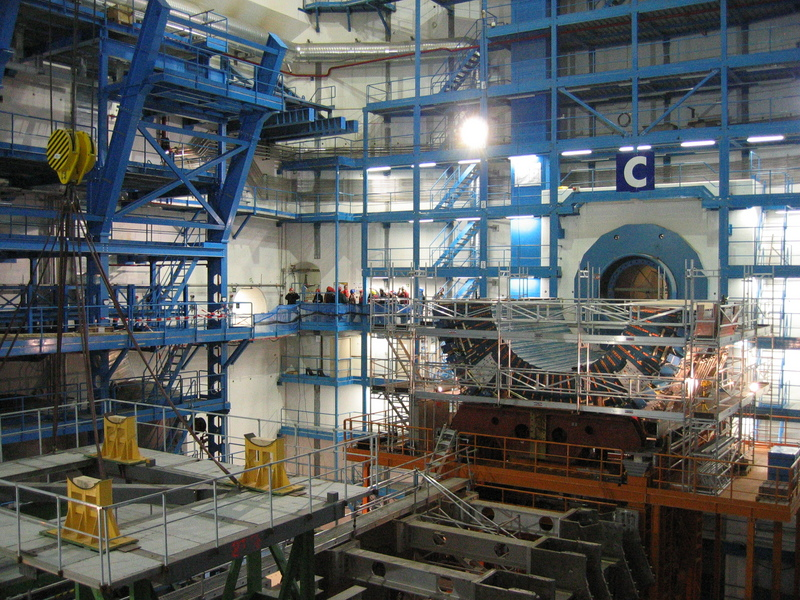
Детектор ATLAS во время сборки в октябре 2004 году на подземной площадке; настоящее состояние детектора можно увидеть здесь.

Коллаборация ATLAS, то есть группа физиков, строящих детектор и проводящих на нём эксперименты, была создана в 1992 году, когда два экспериментальных проекта для программы исследований на LHC, EAGLE (Experiment for Accurate Gamma, Lepton and Energy Measurements) и ASCOT (Apparatus with Super COnducting Toroids) объединили усилия и начали проектировать единый детектор общего назначения. Дизайн нового аппарата базировался на основе наработок обеих коллабораций, а также команд, пришедших из проекта коллайдера SSC (Superconducting Super Collider) в США, закрытого в 1993 году.
Эксперимент ATLAS в его нынешнем состоянии был предложен в 1994 году и официально одобрен руководством ЦЕРН в 1995 году. За время, прошедшее с момента создания коллаборации, все новые и новые группы физиков из разных университетов и стран присоединяются к коллаборации, и в настоящее время коллаборация ATLAS — одно из самых больших официальных сообществ в физике элементарных частиц.
Сборка детектора ATLAS на подземной площадке в CERN началась в 2003 году, после остановки предыдущего ускорителя LEP.
В 2017 году коллаборация ATLAS отмечала своё 25-летие, планируя устроить большое медиасобытие 2 октября.

## Компоненты детектора
Детектор АТЛАС состоит из ряда больших концентрических цилиндров вокруг точки взаимодействия, где сталкиваются протонные пучки от LHC.
Он может быть разделен на четыре главных части:
внутренний детектор,
калориметры,
мюонный спектрометр и
магнитные системы.
Каждый из них в свою очередь сделан из повторяющихся слоев. Детекторы дополняют друг друга: Внутренний детектор точно отслеживает частицы, калориметры измеряют энергию легко останавливаемых частиц, мюонная система делает дополнительные измерения высокопроникающих мюонов. Две системы магнита отклоняют заряженные частицы во Внутреннем детекторе и мюонном спектрометре, позволяя измерить их импульсы.
Единственные установленные устойчивые частицы, которые не могут быть обнаружены непосредственно, — нейтрино; их существование выведено из замеченной неустойчивости импульса среди обнаруженных частиц. Чтобы работать, детектор должен быть «герметичным» и обнаруживать все произведённые не-нейтрино, без мёртвых точек. Поддержание работы детектора в областях высокой радиации, непосредственно окружающих протонные пучки, является существенной технической проблемой.

### Внутренний детектор

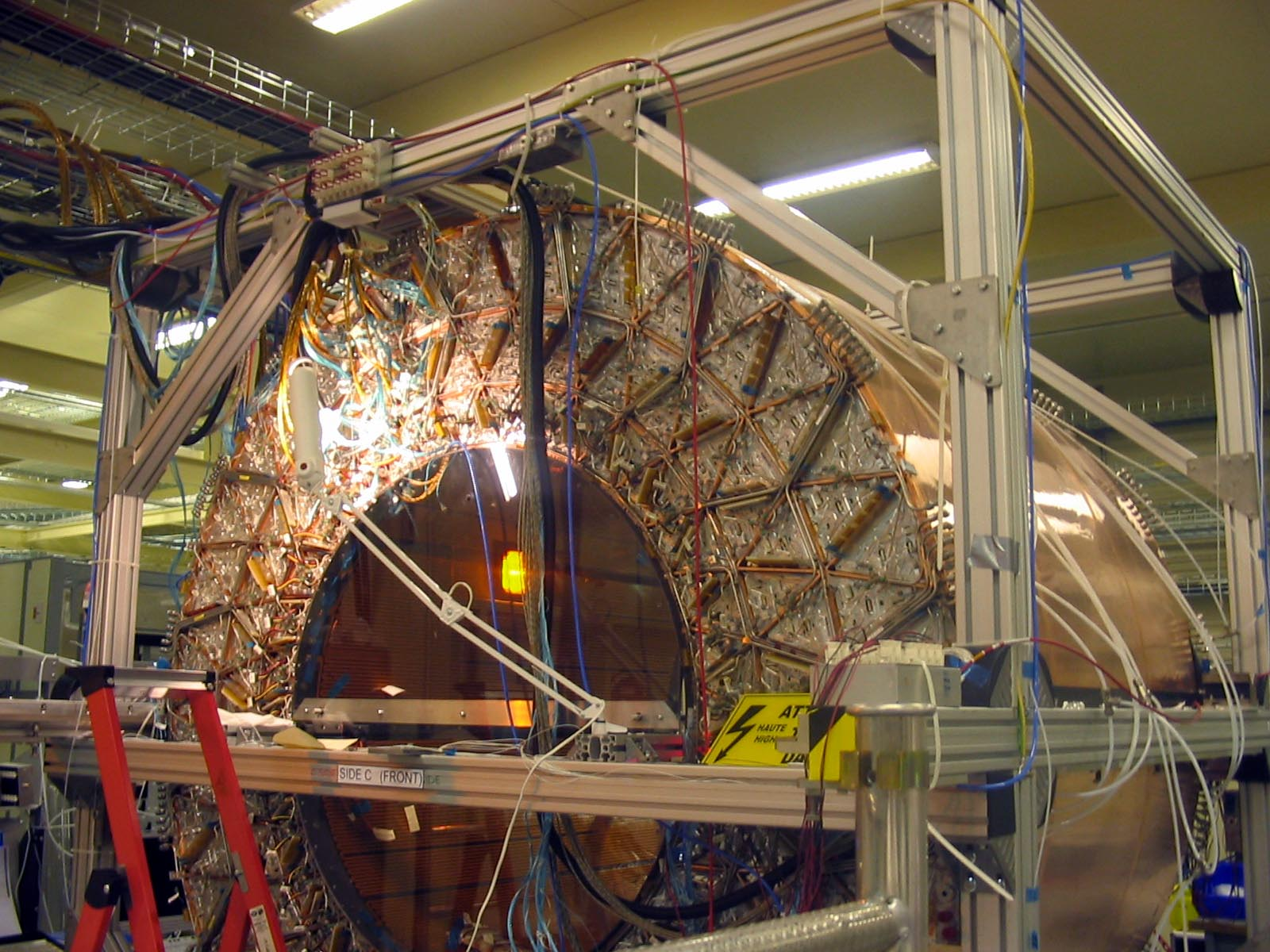
Центральная секция АТЛАС TRT, наиболее удалённая часть Внутреннего Детектора (на сентябрь 2005), собранная на поверхности, принимает данные, взятые из космических лучей

Внутренний Детектор начинается в нескольких сантиметрах от оси пучка протонов, имеет внешний радиус 1,2 метра и длину канала луча 7 метров. Его основная функция — отслеживать заряженные частицы, обнаруживая их взаимодействие с веществом в отдельных точках, раскрывая подробную информацию о типе частицы и её импульсе.. Магнитное поле, окружающее весь внутренний детектор, заставляет заряженные частицы отклоняться; направление кривой показывает заряд частицы, а степень кривизны — импульс частицы. Начальные точки следов дают полезную информацию для идентификации частицы; например, если группа следов, кажется, происходит из точки, отличной от первоначального протон-протонного столкновения, это может означать, что частицы прибыли из точки распада b-кварка (см. en:B-tagging). Внутренний Детектор состоит из трёх частей, описываемых ниже.
Пиксельный детектор (Pixel Detector), внутренняя часть детектора, содержит три слоя и три диска на каждой заглушке (в общей сложности 1744 «модуля», размером два на шесть сантиметров каждый). Материал обнаружения — кремний 250 мкм толщиной. Каждый модуль содержит 16 считывающих чипов и другие электронные компоненты. Наименьшая единица, способная восприниматься, является пикселом (каждый 50 на 400 микрометров); есть примерно 47 000 пикселов за модуль. Мелкий размер пиксела разработан для чрезвычайно точного прослеживания очень близко к точке взаимодействия. Всего у пиксельного детектора имеется более чем 80 миллионов каналов считывания, что составляет приблизительно 50 % полных каналов считывания; такой большое количество создаёт проект и техническую проблему. Другая проблема — радиация, которой будет подвергнут пиксельный детектор из-за его близости к точке взаимодействия (требуется, чтобы все компоненты были защищены, чтобы продолжить работать после существенных доз облучения).
Полупроводниковая система слежения (Semi-Conductor Tracker, SCT) — средний компонент внутреннего детектора. Принципиально и функционально подобен пиксельному детектору, но отличается длинными узкими полосами вместо маленьких пикселов, покрывая бо́льшие области. Размеры полос — 80 микрометров на 12,6 сантиметров. SCT — самая критическая часть внутреннего детектора для основного прослеживания в плоскости, перпендикулярной лучу, так как измеряет частицы по намного большей области, чем пиксельный детектор, с более частой выборкой точек и примерно равной (хотя бы по одной размерности) точностью. SCT составлен из четырёх двойных слоев кремниевых полос, имеет 6,2 миллионов каналов считывания и общую площадь 61 квадратный метр.
Трековый детектор переходного излучения (Transition radiation tracker, TRT) — наиболее удалённый компонент внутреннего детектора, представляет собой комбинацию трекового детектора и детектора переходного излучения. TRT состоит из большого числа дрейфовых трубок — «straw», представляющих собой трубочки, четыре миллиметра в диаметре и 144 сантиметра длиной (для центральной части). Вследствие этого он обладает более грубым разрешением, чем другие два детектора (неизбежная плата за покрытие большого объёма) и имеет полностью другой дизайн. Каждая «straw» заполнена газовой смесью, которая ионизируется при прохождении заряженной частицы. Ионы и электроны посредством электрического поля движутся, образуя на анодной высоковольтной проволочке, проходящей вдоль оси трубочки, импульс тока, что позволяет определить трубочки, через которые проходил путь частицы. Этот детектор также содержит радиатор, стопку полипропиленовых плёнок и волокон, с диэлектрической проницаемостью, коэффициентами преломления, отличной от окружающей среды, что приводит к излучению частицами на границах материалов переходного излучения, которое, при прохождении через трубочки создаёт дополнительное энерговыделение в «straw». Так как переходное излучение, возникающее при пересечении релятивистскими частицами (движущимися с околосветовой скоростью) границы двух сред, пропорционально гамма-фактору частицы, то часть частиц, при прохождении которых возникают сигналы большой амплитуды, идентифицируются как электроны. TRT состоит из приблизительно 300 000 трубок — «straw».

### Калориметры

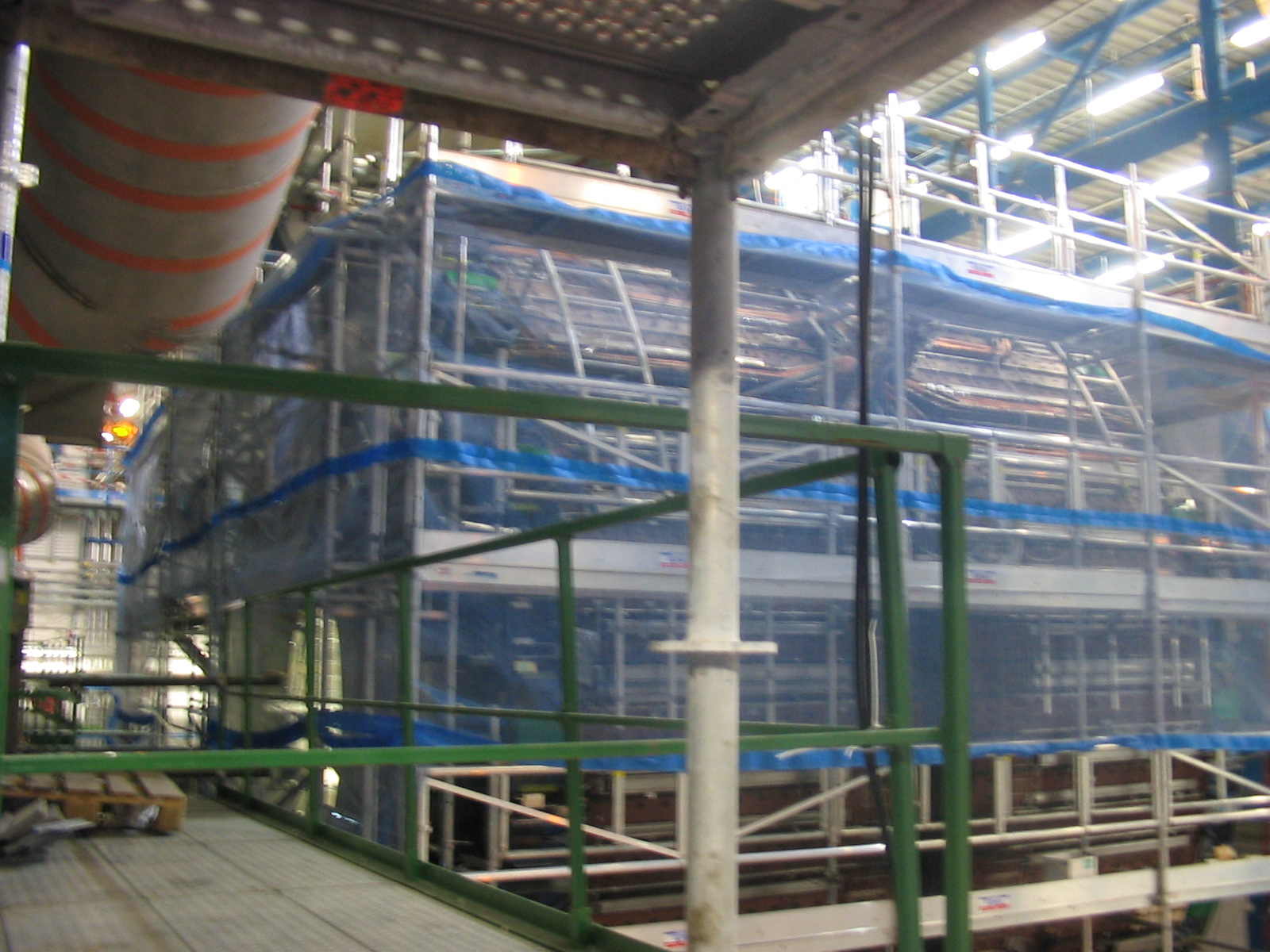
Сентябрь 2005: главная секция барреля адронного калориметра АТЛАСА ожидает перемещение в тороидные магниты.

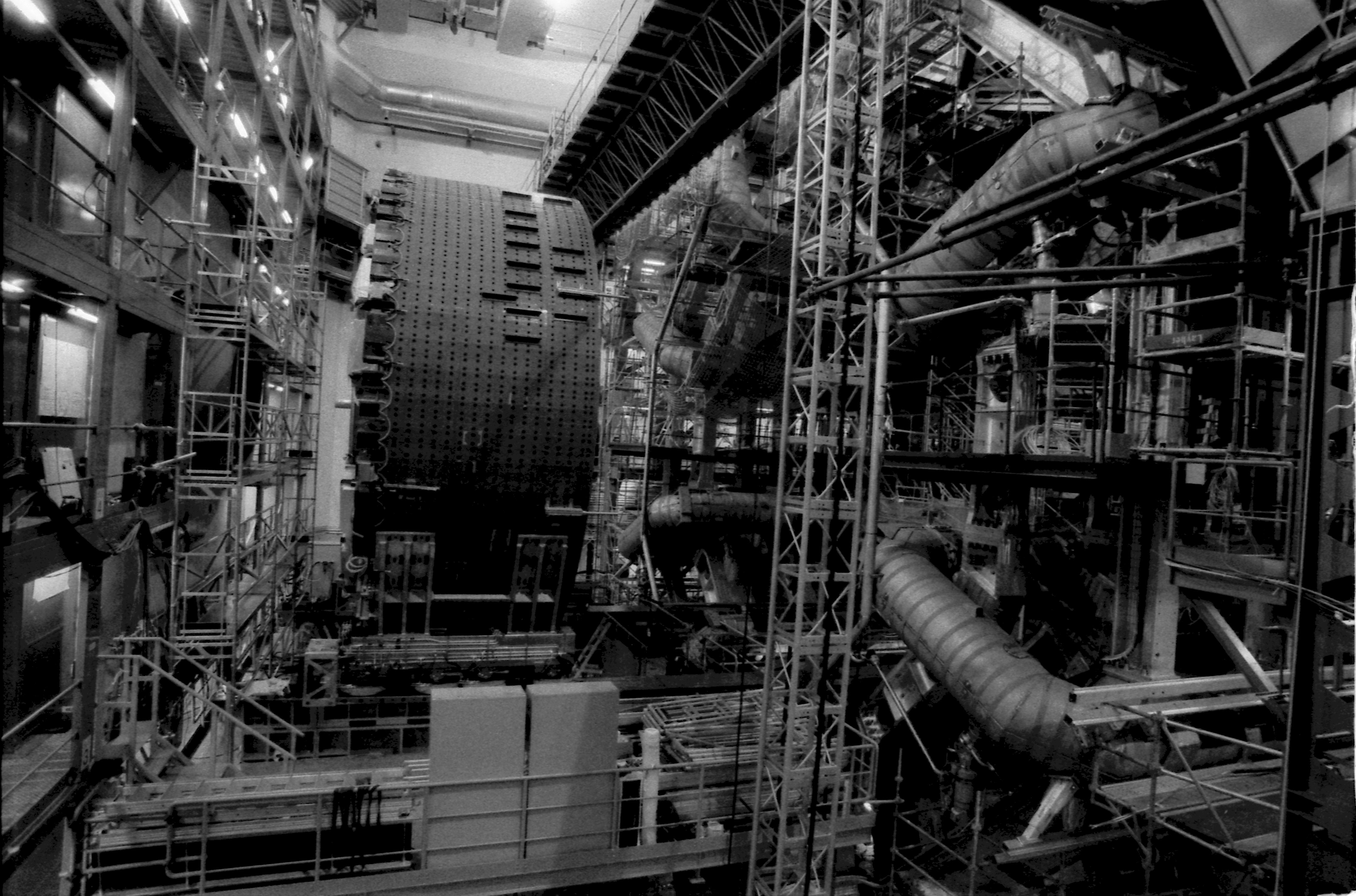
Одна из секций расширений адронного калориметра ожидает вставки (конец февраля 2006)

Калориметры расположены вне соленоидального магнита, который окружает внутренний детектор. Их цель состоит в том, чтобы измерить энергию от частиц, поглощая их. Есть две основных системы калориметра: внутренний электромагнитный калориметр и внешний адронный калориметр. Оба калориметра типа семплинг (sampling), то есть основная часть энергии поглощается в металле высокой плотности, где возникает ливень частиц, а измерение поглощёной энергии осуществляется в веществе чувствительного объёма, из которых выводится значения энергий первоначальных частиц.
Электромагнитный (ЭМ) калориметр поглощает энергию частиц, способных к электромагнитному взаимодействию (к ним относятся заряженные частицы и фотоны). ЭМ-калориметр обладает высокой точностью в определении и количества поглощённой энергии, и точного положения выделившейся энергии. Угол между траекторией частицы и осью пучка (или, более точно — псевдобыстрота) и её угол в перпендикулярной плоскости могут быть измерены с погрешностью 0,025 радиана. Поглощающие энергию материалы — свинец и нержавеющая сталь, а чувствительное вещество — жидкий аргон. ЭМ-калориметр находится в криостате для того, чтобы аргон не испарился.
Адронный калориметр поглощает энергию от частиц, которые проходят через ЭМ-калориметр, но подвержены сильному взаимодействию; эти частицы — в основном адроны. Он менее точен и в величине энергии, и в локализации (в пределах приблизительно 0,1 радиана). Поглощающий энергию материал — сталь, а выделенная энергия измеряется в сцинтилляционных пластинках. Многие из характеристик калориметра выбраны из-за их рентабельности, так как размеры прибора велики: главная часть калориметра, включающая калориметрические ячейки, составляет 8 метров в диаметре и 12 метров вдоль оси пучка. Самые передние секции адронного калориметра находятся внутри криостата ЭМ-калориметра и также используют жидкий аргон.

### Мюонный спектрометр
Мюонный спектрометр — чрезвычайно большая система трекинга, простирающаяся вокруг калориметров от радиуса 4,25 м до полного радиуса детектора (11 м). Его огромный размер требуется для точного измерения импульса мюонов, которые проникают через другие элементы детектора; заме́р жизненно важен, потому что один мюон или более — ключевой элемент ряда интересных физических процессов, и полная энергия частиц в событии не могла быть точно измерена, если бы они были проигнорированы. Он работает подобно внутреннему детектору, отклоняя мюоны так, чтобы можно было измерить их импульс, хотя он имеет другую конфигурацию магнитного поля, пространственная точность ниже и объём намного больше. Он также используется для простой идентификации мюонов — так как частиц других типов практически не могут пройти через калориметры и оставить сигналы в мюонном спектрометре. Он имеет около одного миллиона каналов считывания, его слои детекторов имеют общую площадь 12 000 квадратных метров.

### Магнитная система

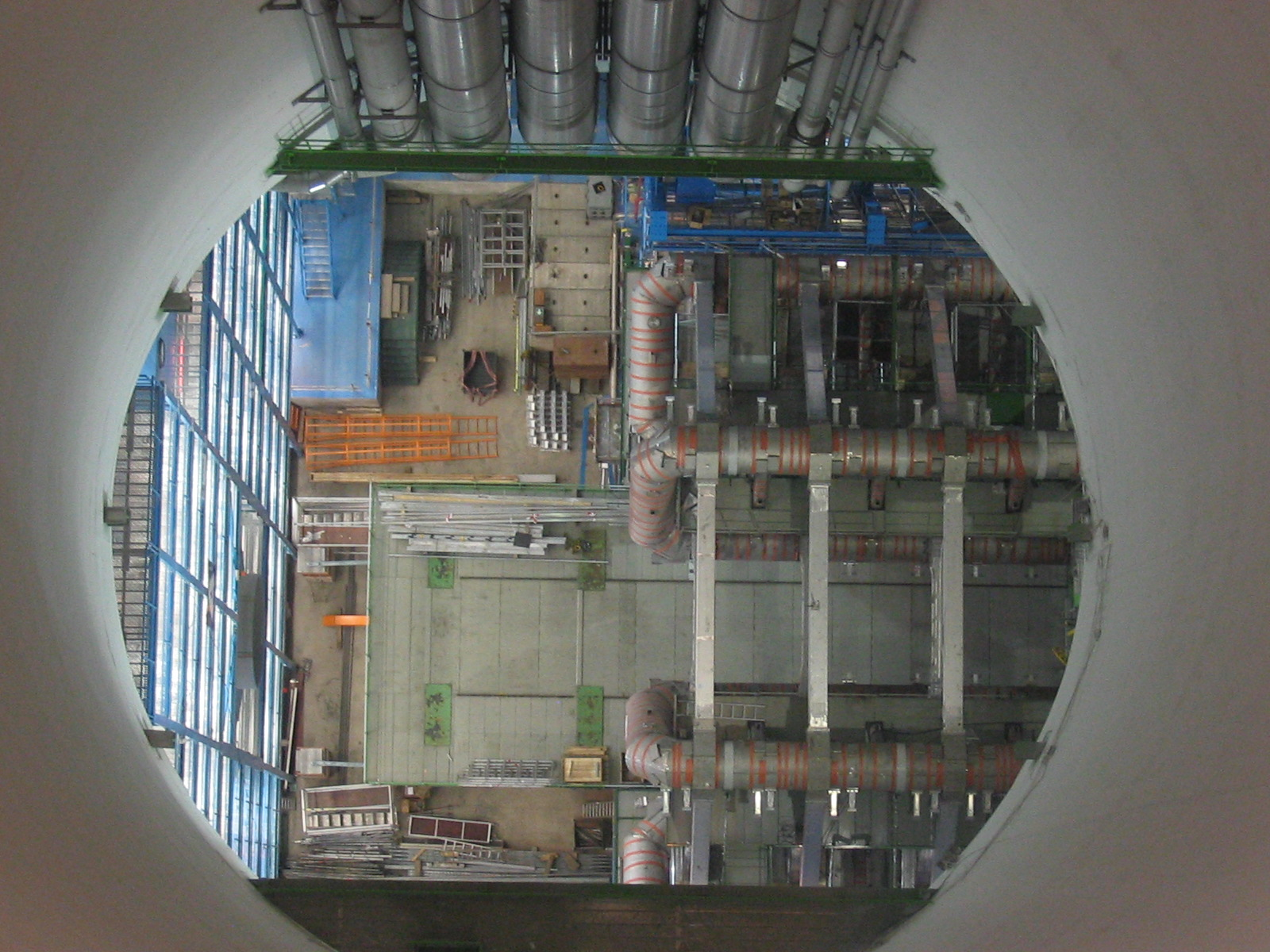
Концы четырёх из восьми тороидальных магнитов АТЛАСа, видимых с высоты около 90 метров (сентябрь 2005)

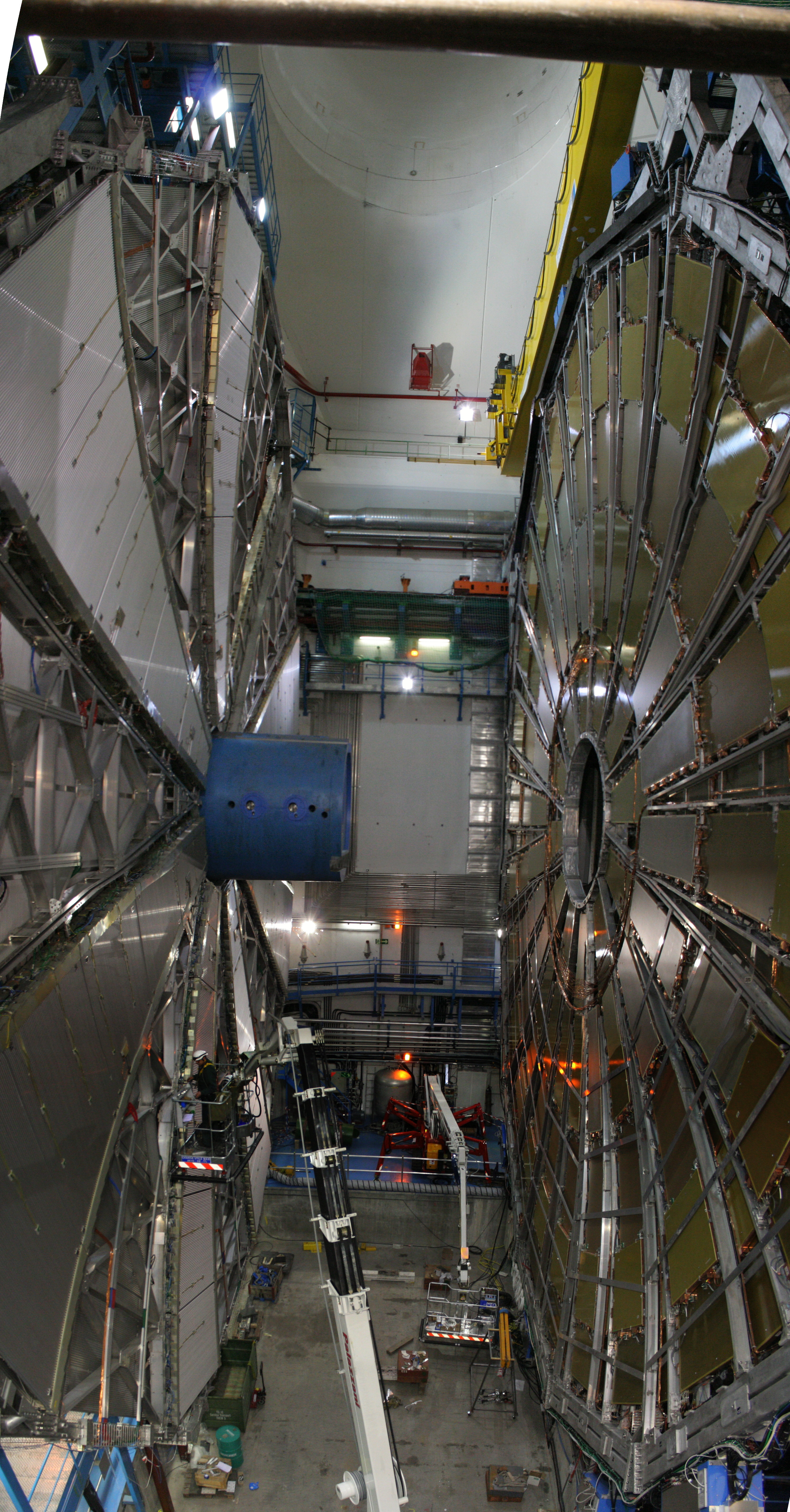
Часть ATLAS, февраль 2007

Детектор АТЛАСа использует две большие системы магнитов, чтобы отклонять заряженные частицы так, чтобы их импульсы могли быть измерены. Это отклонение — следствие силы Лоренца, которая пропорциональна скорости. Так как практически все частицы, произведённые в протонных столкновениях LHC, двигаются с околосветовой скоростью, силы, действующие на частицы с разными импульсами, равны. (Согласно теории относительности, на таких скоростях импульс не пропорционален скорости.) Таким образом, частицы с большим импульсом отклонятся незначительно, в отличие от частиц с малым импульсом; степень отклонения может быть определена количественно, и по этому значению может быть определён импульс частицы.
Внутренний соленоид производит магнитное поле два тесла, окружающее Внутренний Детектор. Столь сильное поле позволяет даже очень энергичным частицам отклоняться достаточно для измерения их импульса, и его почти однородное направление и сила позволяют сделать очень точные измерения. Частицы с импульсами ниже примерно 400 МэВ будут отклонены настолько сильно, что они будут неоднократно образовывать петли в поле и наиболее вероятно не будут измерены; однако, эта энергия очень мала по сравнению с несколькими ТэВ энергии, высвобождаемой в каждом протонном столкновении.
Внешнее тороидальное магнитное поле создается восемью очень большими сверхпроводящими катушками с воздушным сердечником и двумя заглушками, все расположены вне калориметров и в пределах мюонной системы. Это магнитное поле составляет 26 метров в длину и 20 метров в диаметре и хранит 1,2 гигаджоуля энергии. Его магнитное поле неоднородно, потому что соленоидальный магнит достаточного размера был бы предельно дорог для создания. К счастью, размеры должны быть намного менее точными, чтобы точно измерить импульс в большом объёме мюонной системы.

## Системы сбора, обработки и анализа данных
Детектор производит огромное количество сырых данных — около 25 Мбайт на событие (в исходном сыром виде, подавление нулей сокращает его до 1,6 Мбайт) на каждое из 40 миллионов пересечений пучков в секунду в центре детектора, что даёт в общей сложности 1 Пбайт в секунду сырых данных.
Триггерная система использует информацию с детекторов, которую можно быстро обработать, чтобы отбирать в режиме реального времени самые интересные события для того, чтобы сохранить их для подробного анализа.
Существуют три уровня триггера: первый уровень основан на специализированных электронных системах в детекторах, а два других работают на компьютерной ферме, расположенной рядом с детектором.
После триггера первого уровня отбирается около 100 тыс. событий в секунду.
После триггера второго уровня для дальнейшего анализа сохраняется несколько сотен событий. Это количество данных требовало сохранения на диски более чем 100 Мбайт ежесекундно, или по крайней мере 1 Пбайт ежегодно.
В 2010-е количество данных, требующих сохранения оценивалось в величину до 6 Гбайт ежесекундно, в год генерируется около 25 петабайт.
Для всех записанных событий выполняется офлайн-реконструкция, которая преобразует сигналы от детекторов в физические объекты, такие как адронные струи, фотоны и лептоны. Для реконструкции событий интенсивно используются грид-вычисления (LHC Computing Grid), позволяющие параллельно использовать компьютерные сети университетов и лабораторий во всем мире для ресурсоёмкой (в смысле использования процессорного времени) задачи приведения больших количеств исходных данных к форме, подходящей для физического анализа. Программное обеспечение для этих задач развивалось уже не один год и продолжает совершенствоваться по мере продвижения эксперимента.
Пользователи и отдельные группы в коллаборации пишут свои собственные программы с применением библиотек Geant и ROOT для проведения дальнейшего анализа этих объектов, чтобы попытаться отождествить физические объекты в событиях с какой-то конкретной физической моделью или гипотетическими частицами. Эти исследования проверяются на детальных моделированиях взаимодействия частиц в детекторе, что необходимо для того, чтобы иметь представление о том, какие новые частицы могут быть обнаружены и сколько времени может понадобиться для их подтверждения с достаточной статистической значимостью.

## Физическая программа эксперимента

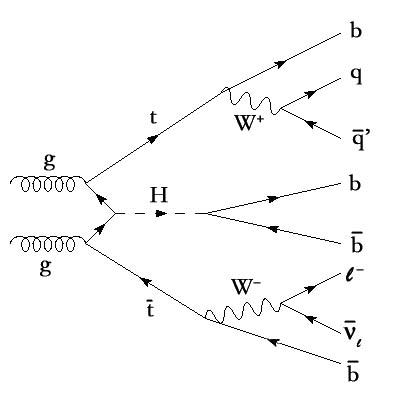
Диаграмма Фейнмана: два виртуальных глюона, взаимодействующих с образованием бозона Хиггса, t-кварка и t-антикварка. Они, в свою очередь, распадаются в определённую комбинацию кварков и лептонов, дублирование которой другими процессами маловероятно.

Одна из самых важных целей ATLASа состоит в том, чтобы исследовать недостающую часть Стандартной Модели — бозон Хиггса. Механизм Хиггса, который включает бозон Хиггса, даёт массы элементарным частицам, оставляя фотон безмассовым; Стандартная Модель просто неполна при энергиях БАКа без такого механизма.
Если бозон Хиггса не был бы обнаружен, то ожидалось, что будут обнаружены другие механизмы нарушения электрослабой симметрии (такие как техницвет), объясняющие те же самые явления.
Бозон Хиггса был обнаружен при детектировании частиц, на которые он распадается; самыми лёгкими для наблюдения конечными состояниями распада являются два фотона либо же четыре лептона. Иногда эти распады могут быть надёжно идентифицированы как результат рождения бозона Хиггса, когда они связаны с дополнительными частицами в реакции рождения; см. пример на диаграмме справа.
Свойства t-кварка, обнаруженного в Фермилабе в 1995 году, были измерены к настоящему времени только приблизительно. С намного большей энергией и большими частотами столкновений, LHC производит огромное число t-кварков, позволяя сделать намного более точные измерения его массы и взаимодействия с другими частицами. Эти измерения предоставляют косвенную информацию о деталях Стандартной Модели, которые, возможно, могут дать какие-то несогласованности, указывающие на новую физику. Подобные точные измерения будут сделаны и для других известных частиц; например, предполагается, что ATLAS может в конечном счёте измерить массу W-бозона вдвое точнее ранее достигнутого.
Возможно, самые захватывающие направления исследований — те, которые ищут непосредственно новые модели физики. Одна из популярных в настоящее время теорий — суперсимметрия. Эта теория могла бы решить много проблем теоретической физики, она присутствует почти во всех моделях теории струн. Различные варианты теории суперсимметрии предполагают существование новых массивных частиц, которые во многих случаях распадаются в кварки и тяжёлые стабильные частицы. Вероятность взаимодействия последних с обычным веществом очень мала. Такие частицы не были бы непосредственно зарегистрированы в детекторе, но оставили бы след в виде большого количества «пропавшего» импульса при наличии одной или более высокоэнергетических кварковых струй. Подобный след могли бы оставить и другие гипотетические массивные частицы, как в теории Калуцы — Клейна, но их открытие также укажет на некоторый вид физики вне Стандартной Модели.
В случае справедливости модели больших дополнительных измерений  на LHC могли бы родиться микроскопические чёрные дыры. Они немедленно распались бы посредством излучения Хокинга, произведя в примерно равных количествах все частицы Стандартной Модели (включая бозоны Хиггса и t-кварки), что обеспечило бы однозначную идентификацию такого события в детекторе ATLAS.
Весна 2021: участники эксперимента ATLAS более точно установили ограничения на сечение рождения пар бозона Хиггса и на его константу взаимодействия с самим собой.